# István Szabó (Politiker, 1863)

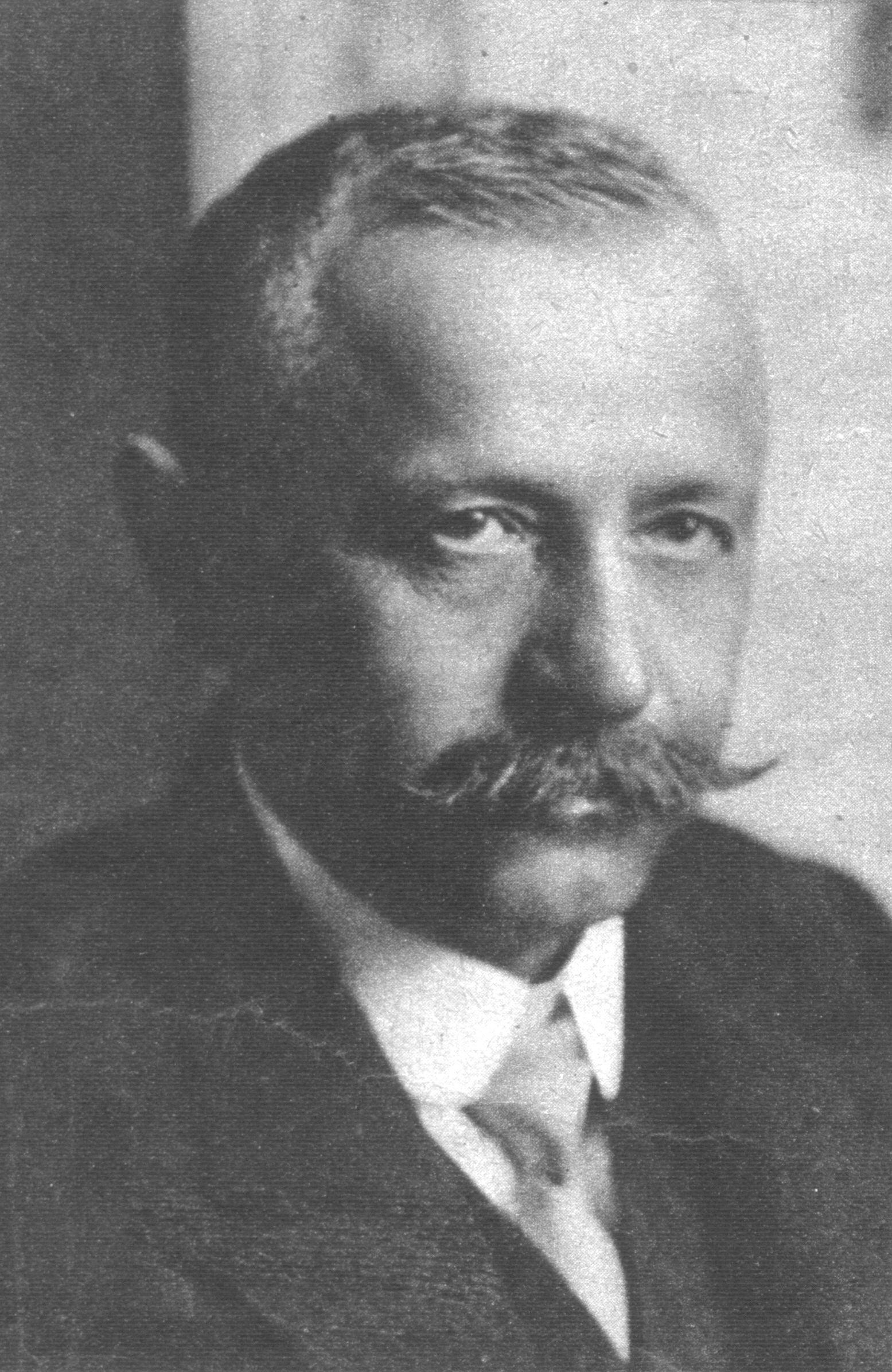
István Szabó

István Szabó von Nagyatád (auch István Szabó Nagyatádi; * 17. September 1863 in Erdőcsokonya, Komitat Somogy; † 1. November 1924 ebenda) war ein ungarischer Politiker und Minister.

## Leben
Szabó wuchs unter einfachen Verhältnissen auf und arbeitete in seiner Jugend als Land- und Forstarbeiter. Von 1884 bis 1887 diente er im 44. k.u.k. Infanterieregiment in Budapest und wurde nach seiner Rückkehr Gemeinderichter und Mitglied im Verwaltungsausschuss des Komitats Somogy. Nach Gründung eines Kleinlandwirtevereins war er ab 1908 für den Wahlbezirk Nagyatád parteiloser Reichstagsabgeordneter. Als wiedergewählter Abgeordneter der 48er- und Unabhängigkeits-Landespartei der Landwirte trat er für eine Enteignung der Großgrundbesitzer und für allgemeine und geheime Wahlen ein. In der von János Hadik in den letzten Tagen der Donaumonarchie im Oktober 1918 gebildeten, jedoch nicht mehr vereidigten Regierung sollte er das Amt des Landwirtschaftsministers übernehmen. Nach der Asternrevolution übernahm er in der Regierung von Dénes Berinkey das Amt des geschäftsführenden Ministers und Beauftragten für die Bodenreform. Mit Ausrufung der Ungarischen Räterepublik zog er sich zunächst aus der Politik in sein Heimatdorf zurück und war nach Fall dieser von 1919 bis 1924 Landwirtschafts-, Ernährungs- bzw. Kleinlandwirteminister in verschiedenen Regierungen.